# Кърнево (община Кавадарци)
Вижте пояснителната страница за други значения на Кърнево.
Кърнево (на македонска литературна норма: Крњево) е село в Северна Македония, в община Кавадарци.

## География
Селото е разположено в средната част на долината на река Бошава, около която се формира географската област Бошава. В Кърнево няма църква. Над Кърнево, по пътя за Долна Бошава е Бошавският манастир „Свети Архангел Михаил“.

## История
В селото в местността Свети Атанасий има остатъци от раннохристиянска базилика.
В XIX век Кърнево е село в Рожденска нахия в Тиквешка каза на Османската империя. Според статистиката на Васил Кънчов („Македония. Етнография и статистика“) от 1900 година Кърньово има 131 жители българи християни.
При избухването на Балканската война в 1912 година 2 души от Кърнево са доброволци в Македоно-одринското опълчение.
По време на българското управление във Вардарска Македония в годините на Втората световна война, Александър Б. Минчев от Кавадарци е български кмет на Кърнево от 15 септември 1941 година до 11 август 1943 година. След това кмет е Благой М. Менкаджиев от Велес (11 август 1943 - 9 септември 1944).